# 马斯特里赫特管理学院

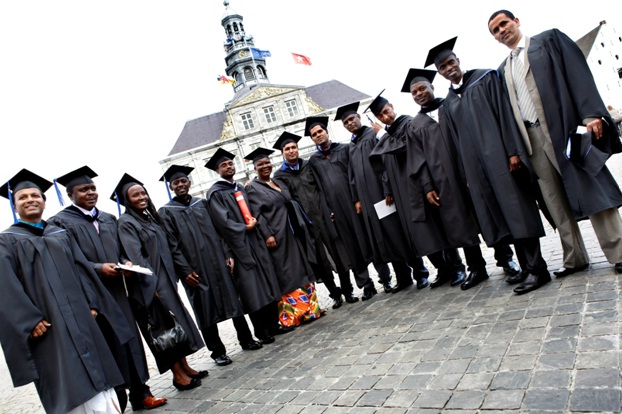
毕业生

马斯特里赫特管理学院 （英語：Maastricht School of Management (MSM)）是荷兰最古老最国际化的管理学院之一。学院提供研究型和国际认可的管理课程，诸如全职MBA （页面存档备份，存于）, 行政MBA （页面存档备份，存于）, 管理硕士, 和管理工程项目以及博士项目。

## 历史
1952年创建于荷兰代尔夫特，原是作为代尔夫特理工大学的管理科学研究所学院，1983年首次推出工商管理硕士项目，1989年搬迁至荷兰最南部城市马斯特里赫特，1993年改为现在名称。新地址距离马斯特里赫特亚琛机场仅10公里。1995年首次推出企业管理博士项目。2012年9月，学院庆祝60周年校庆，邀请诸多社会名流前来，包括荷兰王后麦西玛，林堡省 (荷兰)省长，马斯特里赫特市市长，外国驻荷兰大使馆外交官等。

## 排名
根据2015年法国Eduniversal高等院校最佳硕士项目排名显示，研究型商业管理博士 (DBA) 项目在全球排第二位，MBA项目在荷兰排第二位，欧洲排第十一位。
马斯特里赫特管理学院是被中国教育局承认的荷兰高校之一。和中国商学院排名第九位的南京大学商学院 （页面存档备份，存于）是重要合作伙伴关系。

## 著名校友
- 陈峰，海航集团董事会主席。